# 田中傑幸
田中 傑幸（たなか まさゆき ）は 東京都江戸川区出身のウェルビーイングクリエイター

## 経歴
高校在学中にテレビ朝日系列の深夜番組『DADA L.M.D.』のダンスコンテストに出場し、週間チャンピオンを2回獲得。第5回グランドチャンピオン大会ではRIKACO賞を受賞。
日本テレビ『天才・たけしの元気が出るテレビ!!』内で開催された高校生制服対抗ダンス甲子園全国大会に東京代表として出場。
“れいかんやまかんとんちんかん”のリーダーとしてチームを率いて第2回全国大会で準優勝を果たす。
このテレビに出演したのがきっかけで東映の映画プロデューサーから俳優としてスカウトされる。
都内の高校卒業後すぐに映画「代打教師 秋葉、真剣です!」青木 勝役で準主役のスクリーンデビュー。
クランクアップ後に芸能プロダクションに所属。
プロダクションの所属期間に映画（東映「JINGI 仁義」米助役）、連続ドラマ（TBS「あしたがあるから」真一郎（今井美樹の弟役））
にっかつビデオ（「オイディプスの凶獣」大樹役）、ラジオパーソナリティー (ニッポン放送「山本クンと田中クン)、メインCM (エースコック「おいしい北海道」）
CDシングル（「Lonely Dancin'」作曲 : 織田哲郎）、CDアルバム（「BACK IN THE N.Y.C」）オリジナル写真集（ワニブックス「RISKY」）
ダンスビデオ（東芝EMI「DING－DANCE BEAT」）など 芸能界にひと通り作品として足跡を残す。
芸能プロダクションを退社後、単身ニューヨークに渡りストリートダンスの老舗「BREEZE TEAM」初の日本人メンバーになる。
帰国後、1997年にStreet Dance Harappa （SDH）を発足。
2000年にN.Y. APPLO THEATERで日本人初のチャンピオンに輝く。
アポロシアターへの挑戦の軌跡がアサヒスーパードライのラジオコマーシャルになり全国で放送される。
2013年4月、ハイパフォーマンススタジオ「MasterSpirit」を創設。

## 戦歴

### 国内
- CLUB DADA 第5回 グランドチャンピオン大会 RIKACO賞 受賞

- 天才・たけしの元気が出るテレビ!! 高校生制服対抗ダンス甲子園（東京代表「れいかんやまかんとんちんかん」） 第2回大会 準優勝

### 海外
- N.Y. APPLO THEATER チャンピオン受賞（日本人初）

- B-BOY MASTER PRO-AM 2000年 MIAMI POPPING CATEGORI TOP 8

- N.Y.U.N 主催 ダンスコンテスト ダンス・トラック USA ファイナリスト 1993年（全米TV放映）

- BATTLE OF THE YEAR 1997年 パリ代表チーム "Ykangi" のメンバーとして参戦（日本人初出場）

## 芸能界での活動

### 映画
- 東映「代打教師 秋葉、真剣です!」青木 勝 役
- 東映「JINGI 仁義」米助 役

### ドラマ
- あしたがあるから（TBS、1991年10月 - 12月）安部真一郎
- ワリと普通の家族（テレビ朝日、1992年4月 - 6月）義
- 俺たちルーキーコップ（TBS、1992年4月 - 6月）中田警官
- アリス（テレビ朝日、1992年）
- 第２回NTT薫風ドラマスペシャル　風の仲間たち（日本テレビ、1992年）
- 京都奈良殺人街道（日本テレビ、1994年）

### バラエティ
- きよしとこの夜 ※ゲストダンサー

### 写真集
- RISKY―田中傑幸写真集（ワニブックス）

### アルバム
- GOTCHA（テイチク）

### シングル
|     | リリース日     | タイトル          |                                               |
| 1st | 1992年5月21日  | Lonely Dancin'    | 作詞：T-Party 作曲：織田哲郎 編曲：葉山たけし |
| 2nd | 1992年10月21日 | BACK IN THE N.Y.C | 作詞：小泉長一郎 作曲：浅野穣 編曲：茂村泰彦  |

### ラジオ
- ニッポン放送「山本君と田中君」

### ダンスビデオ
- 田中傑幸 DING－DANCE BEAT 東芝EMI DANCE VIDEO

### にっかつビデオ
- オイディプスの凶獣[2]

### オリジナルビデオ
- あばれブン屋

### CM
- エースコック (メイン）[要出典]
- 昭和シェル石油 - 「新エックスカードお得の法則」[要出典]

### ラジオCM
- アサヒビール -「スーパードライ」（メイン）[要出典]

### アパレル契約
- 株式会社 タナカユニバーサル とパトリック・ユーイング "Ewing"のシューズ、衣装の提供と日本市場におけるマスコットとして1年契約を結ぶ。[要出典]

### OTHER
- BARNEYS NEW YORK presents NEW YORK DANCE MUSIC PREMIER Vol.3 : Special Dance Act[要出典]
- GOLD'S GYM NIGHT : Special Guest Performance
- 日本経済新聞 文化面 「目指せダンス王.炎の舞台！」
- Number 824.825号 2013年3月7日発売[3] 追憶の90's スポーツカルチャーコラム 僕らは『ダンス甲子園』に夢中だった：取材を受ける
- 第9回 夏の日本高校ダンス部選手権 全国大会（2016年）スモールクラス/ビッグクラス 審査員[要出典]
- adidas 2007 SS Fashion Show @ BLUE BOX :Main dancer[要出典]
- DJ Wars / CG Opening : Motion capture[要出典]
- PROFESSIONAL DANCE BATTLE : 企画.立案.キャスティング.DVD販売にいたる一連をプロデュース[要出典]
- FUSION of FASHION ＆ ART ＠ 銀座ギャルリーヴィヴァン: Dance Performance（ 画家 : 緒方一成とのコラボレーション）[要出典]
- 31st HOGOSHA KENSYUKAI : Special Dance Performance[要出典]
- 吉田照美のやる気MANMAN! Guest 出演 (2000年）